# Drosophila retnasabapathyi
Drosophila retnasabapathyi este o specie de muște din genul Drosophila, familia Drosophilidae, descrisă de Hajimu Takada și Momma în anul 1975. Conform Catalogue of Life specia Drosophila retnasabapathyi nu are subspecii cunoscute.